# 赤木太陽
赤木太陽（あかぎ たいよう 1969年2月20日 - ）は、東京都北区出身のライター、編集者、漫画原作者、アートディレクター、プロデューサー、ポーカープレイヤー。株式会社マッシュルーム代表取締役。

## 著書
- 死んでも死ねない葬儀屋裏事情（2004年・ミリオン出版）
- 小橋健太写真集Document（2006年・角川書店）
- ジャンケット（2011年・竹書房）
- どるから（2018年・竹書房）

## 漫画原作
- MRジニアス（1996年・笠倉出版社）※原作
- UFO機密ファイル（2004年・竹書房）※原作、制作
- UFO極秘ファイル（2004年・竹書房）※原作、制作
- いつか勝ち組!（2006年・ヤングアニマル/白泉社）※監修
- 舞姫～デーヴァ～（2006年・スペリオール/小学館）※監修
- ジャンケット（2010年・近代麻雀オリジナル/竹書房）※原作
- どるから（2018年・バンブーコミックス/竹書房）※脚本・原作

## 寄稿
- 『美』（「日本美女選別家協会」名義、2001年・小学館）
- VISITORS 20th Anniversary Edition/佐野元春(2004年・ESCL 2504/5)

## 編書
- ただノリJAPAN（2003年・英和出版社）
- 裏ギャンブルJAPAN（2003年・英和出版社）
- 地獄のアングル―プロレスのどん底を味わった男の告白（2004年・イースト・プレス）
- 人生、何が起こるかわからない（2005年・イースト・プレス）
- 迷宮Xファイル ダークサイド・オブ・ザ・リング（2005年・芸文社）
- 歌舞伎町の黒幕（2005年・ミリオン出版）
- 三行広告の裏側（2006年・宙出版）
- 電脳街の黒幕（2007年・宙出版）
- 真相!禁忌都市伝説（2007年・ミリオン出版）
- 実録ミクシィの真相（2008年・宙出版）
- 実録アメリカの陰謀（2008年・宙出版）
- 潜入!！怖～い村（2008年・ミリオン出版）
- 日本の呪い（2008年・徳間書店）
- 日本壊滅-恐怖のシナリオ（2008年・扶桑社）
- 大震災へのカウントダウン（2008年・講談社）
- 実録最凶拷問（2009年・徳間書店）
- 芸能界ケンカ最強は誰だ？（2010年・ミリオン出版）
- 伝説の書I「勇者ヨシヒコと魔王の城」（2012年・SDP）
- 伝説の書II「勇者ヨシヒコと悪霊の鍵」（2012年・SDP）
- 「別冊タナブ島」田名部生来のオタクカルチャー大全（2013年・宝島社）
- 伝説の書III「勇者ヨシヒコと導かれし七人」（2016年・SDP）

## 雑誌（編集統括）

### ファッション関連
- Men's Street（2004年・竹書房）
- DIVAS（2006年・宙出版）
- ES POSHH!（2006年・リイド社）
- Slappy（2008年・辰巳出版）
- THE ONE（2010年・笠倉出版社）

### 飲食関連
- クラブアフター（1996年・JDメデューサ）
- ナイトマガジンスペシャル（2001年・マッシュルーム）
- NIGHT OUT（2002年・ぴあシティネット）

### サブカルチャー関連
- 実話VAMP!（2003年・晋遊舎）
- 実話.netアングラーEX（2006年・晋遊舎）
- 地獄画報（2009年・竹書房）

### その他
- わんわん共和国（2002年・扶桑社）

## WEB
- 複合カフェぴあ（2003年・ぴあ）
- netGRAFFITI（2004年・小学館）
- 月刊チャージャー（2006年・Yahoo! JAPAN）
- 週刊ナイマガ（2009年・INSO）
- Gow! MAGAZINE（2010年・CYBIRD）
- 日刊ナックルズ〜東京ブレイキングニュース（2010年）
- MSNドニッチ！（2011年・日本マイクロソフト）
- DMMニュース（2014年・DMM）